# Василій Блаженний
Васи́лій Блаже́нний, Василій Нагий (1469, с. Єлохово під Москвою — 2 серпня 1557, Москва) — чудотворець, святий РПЦ, юродивий.

## Біографія
Василій народився в грудні 1469 року в селі Єлохово (зараз — у міській зоні Москви), на паперті, куди прийшла молитися його мати про благополучні роди.
До шістнадцяти років був підмайстром у чоботаря. Після шістнадцяти років і до самої смерті здійснював подвиг юродства. Він цілий рік ходив без одягу, ночував просто неба, постійно дотримувався посту і носив вериги, терпів злидні.
Він постійно викривав брехню і лицемірство. Сучасники відмічали, що це була хіба не єдина людина, якої боявся цар Іван Грозний, проте є й більш цікава версія. Начебто Василій Блажений — це і є Іван Грозний після того, цар у 1553 р. переніс хворобу та став юродивим.

### Блаженний Василій = Іван?
Як відомо, у 1553 році Іван IV серйозно захворів. До цього часу у нього вже був малолітній син Дмитро, а незабаром народився другий син Іван. "Іван IV занедужав тяжкою недугою. Він марив у гарячці, перестав впізнавати близьких людей. Смерті його чекали день у день. Увечері 11 березня 1553 року наближені бояри присягнули на вірність спадкоємцю престолу грудному немовляті Дмитру". Відомий дослідник епохи Івана Грозного Р.Г. Скринніков вважає, що передчасна присяга 1553 року показує: Захар'їни ані трохи не сумнівалися щодо прийдешньої смерті царя. Історики припускають, що цар Іван IV Васильович дійсно захворів настільки тяжко, що остаточно відійшов від справ, а можливо, дійсно, незабаром помер. 
Відомо також, що перед своєю хворобою базилевс став виявляти особливу набожність. Відомо, що цар знаходився в цей час під сильним впливом священика Сильвестра. «Саме Сильвестр заронив в душу Грозного іскру релігійного фанатизму... Залучення до релігії внесло в життя двору великі зміни. Англійців, які відвідували країну в той час, вражали багато звичок московського государя. Цар цурався грубих потіх, не надто любив полювання, зате знаходив задоволення в богослужіннях... У тому ж (1552) році Івана відвідали перші видіння».
Повідомляється також, що ці роки були «часом виняткової уваги до юродивих». Тож чудовий «нагоходець» Василь Блаженний, який взимку і влітку ходив «без тілесних шат» — в лахмітті, з тяжкими веригами на шиї, користувався в Москві великою пошаною.
За думкою певних дослідників, відійшовши від справ після тяжкої хвороби в 1553 р., цар Іван перетворився на юродивого, а Василь=базилевс, тобто Цар. Цьому сприяла його особлива набожність.

### Смерть чудотворця
Коли ж Іван, або Василь Блаженний (тобто Блаженний Цар) у серпні 1557 р. помер, його смерть, природно, відзначили в офіційних записах розрядного наказу та пишно поховали при величезному скупченні народу. Ховали не просто юродивого, а колишнього царя — самі лише бояри несли його домовину, а митрополит Макарій здійснював поховання на кладовищі Троїце-Сергієвого монастиря, що у Рові, при величезному скупченні народу. Саме тут згодом було побудовано Покровський собор, на пам'ять здобуття Казані, який є більш відомим під назвою Собор Василія Блаженного.
1588 р. за повелінням Федора Івановича було влаштовано приділ на честь Василія Блаженного на місці, де він був похований; для його мощей було виготовлено срібну раку. Згодом Василя Блаженного канонізували. 

Цікаво, що крім московського чудотворця Василя Блаженного, у святцях згадується також і «Іван Блаженний московський чудотворець», про якого майже ніяких подробиць не відомо. Вважається, що він помер в 1589 році в Москві і «тіло його з великої честю було поховано в церкві Василя Блаженного». Тобто: в тому ж самому соборі, що дає привід припустити, що це одна і та сама людина, що двічі потрапила у святці під двома своїми іменами: Василь та Іван.

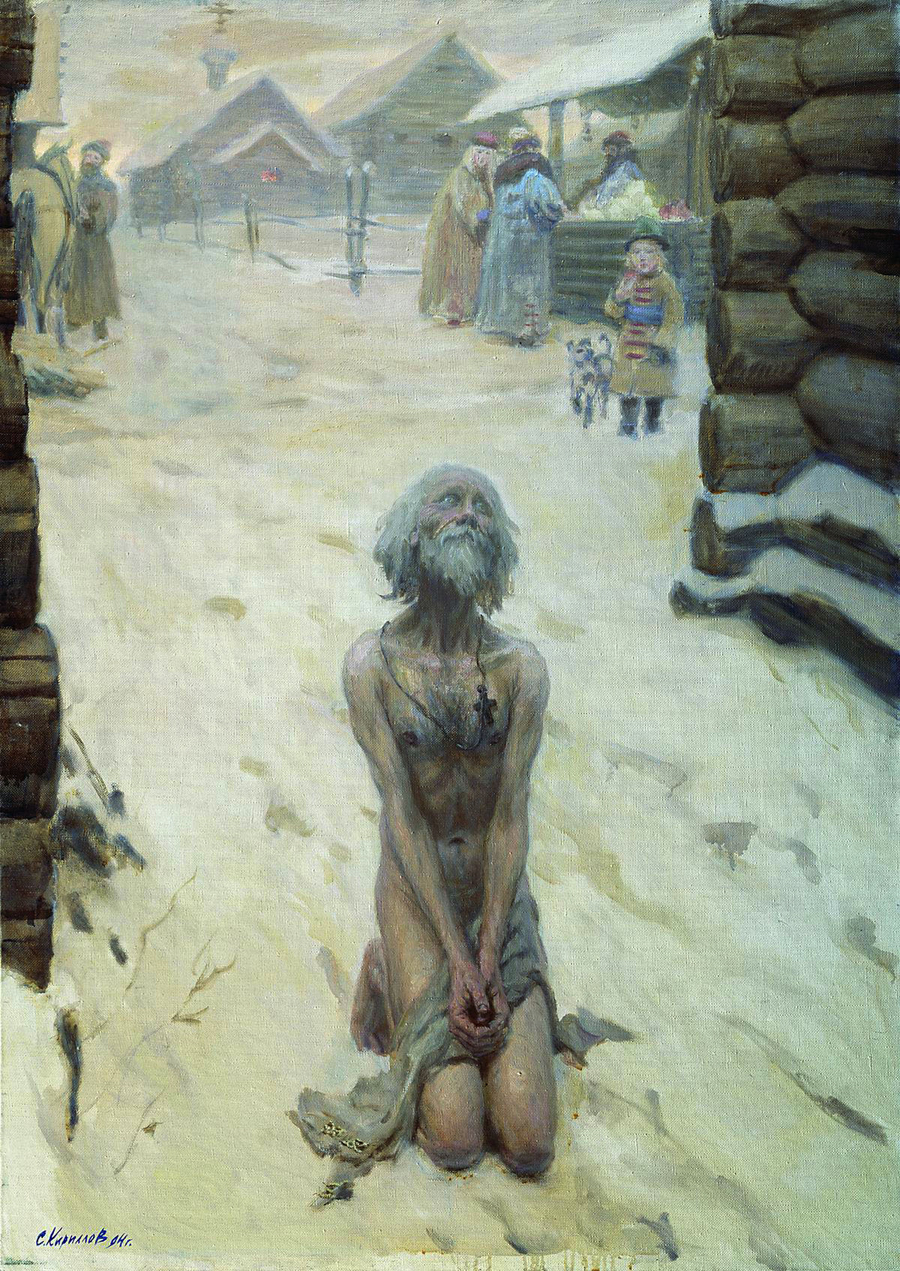
С. А. Кирилов, «Василь Блаженний (Моління)», 1994

## Чудеса
Василію Блаженному приписують безліч чудес, як при житті, так і після смерті.
- Ще в підмайстерником він передбачив, що замовнику чоботи не будуть потрібні. Той помер наступного ранку.
- Один боярин подарував Василію дорогу шубу. Злодії зауважили шубу і вирішили заволодіти нею. Один з них прикинувся мертвим, а інші просили у Василія шубу для поховання. Василій накрив «мертвого» шубою, але сказав при цьому: «буди же ти віднині мертвим за лукавство твоє; ібо написано: лукавії да потребятся». Обманщик дійсно помер.
- Одного разу Василій Блаженний порозкидав калачі у одного продавця на базарі, і той признався, що до муки підмішані вапняк і крейда.
- У Степенній книзі розповідається, що влітку 1547 року Василій прийшов у Вознесенський монастир на Острозі (нині — Воздвиженка) і перед церквою довго молився зі слізьми. Наступного дня почалася відома московська пожежа, і саме з Воздвиженського монастиря.
- Знаходячись у Москві, святий побачив пожежу в Новгороді, яку він погасив трьома келихами вина.
- Каменем розбив на Варваринських воротах образ Божої Матері, який здавна вважався чудотворним. На нього накинулася юрба паломників, що сходилися зі всієї Московії з метою зцілення, і почали його бити «смертним боєм». Юродивий сказав: «А ви зішкребіть фарбовий шар!». Усунувши шар фарби, люди побачили, що під зображенням Богоматері приховується «диявольська морда».

## Покровительство
- Порятунок від пожежі, лікування хворих на очі. Мощі Василя Блаженного прославилися чудесами, зцілюючи хворих на очі.

## Собор Василія Блаженного
Інша назва собору — Покровський Собор. Він повністю нетиповий для російських храмів.